# Bruno Hildebrand

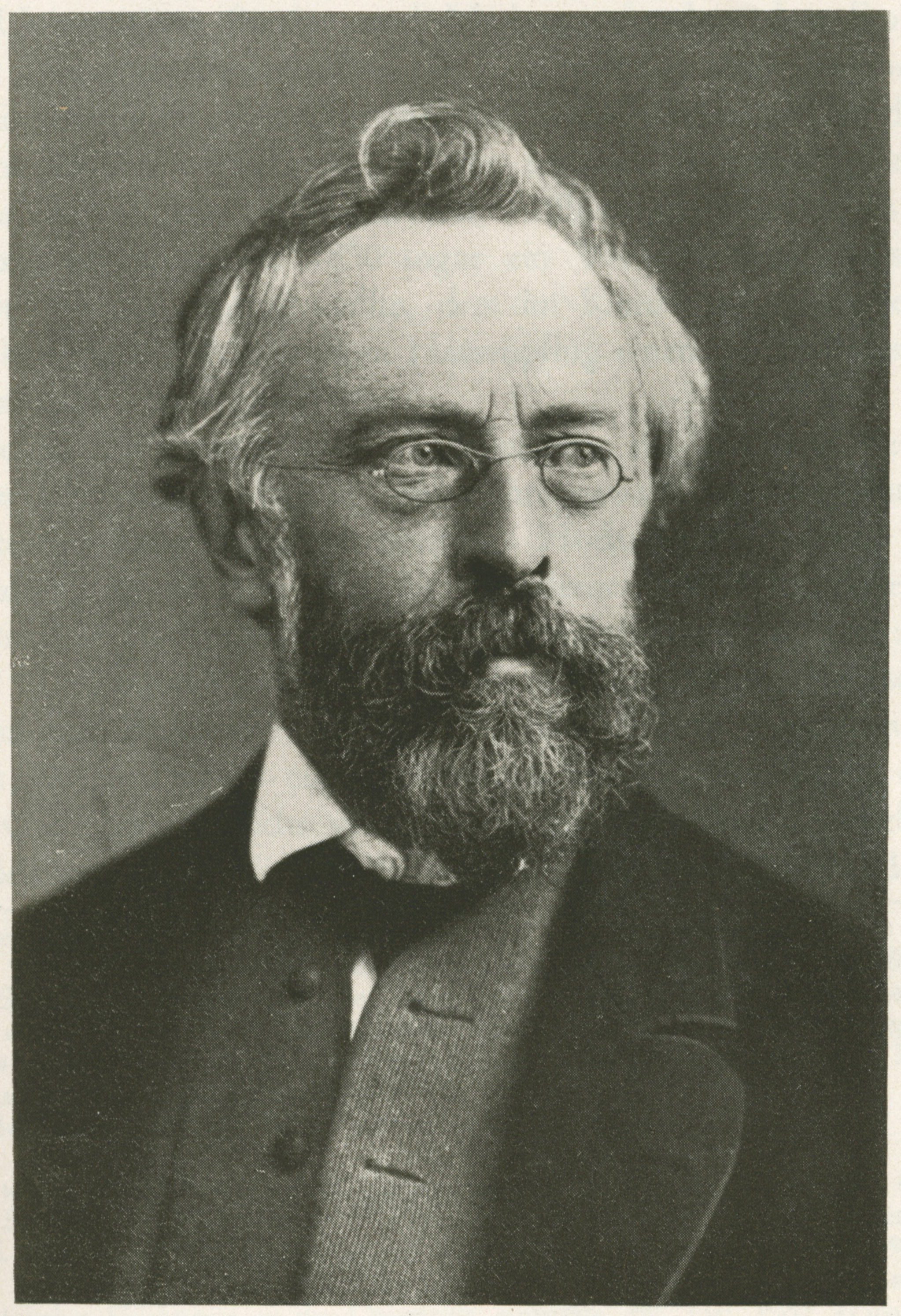
Bruno Hildebrand

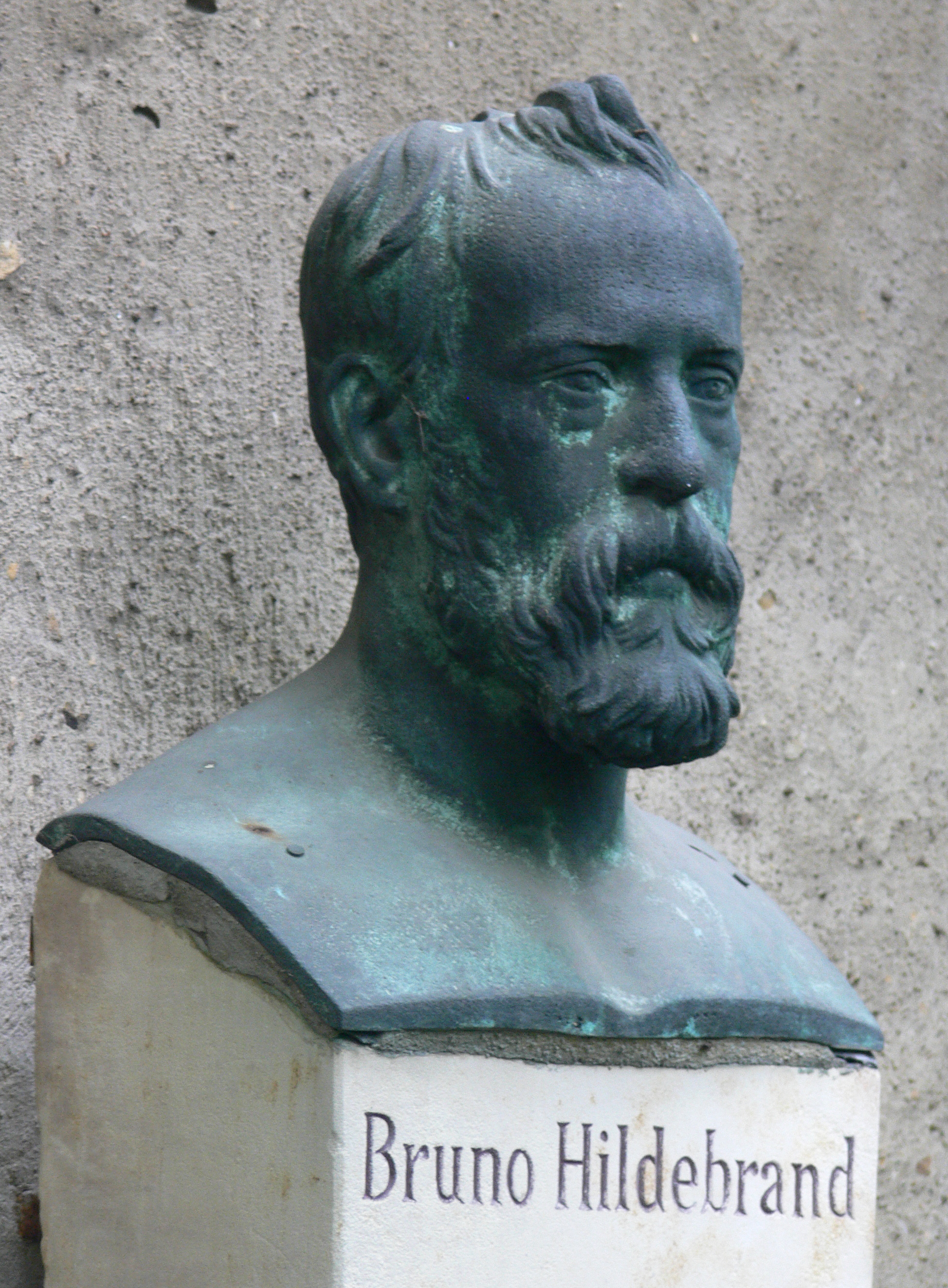
Büste an Hildebrands Grab auf dem Johannisfriedhof in Jena, geschaffen von seinem Sohn Adolf von Hildebrand

Friedrich Bruno Hildebrand (* 6. März 1812 in Naumburg (Saale); † 29. Januar 1878 in Jena) war ein deutscher Wirtschaftswissenschaftler und Politiker.

## Leben
Friedrich Bruno Hildebrand wurde als Sohn des Landgerichtsbeamten Johann Friedrich Christian Hildebrand (1780–1864) und dessen Frau Johanne Rosine Leidecker (1783–1860) geboren. Am 30. März 1826 wurde er Schüler der Landesschule Pforta, welche er Ostern 1832 wieder verließ. um an der Universität Leipzig ein Studium der Theologie in Angriff zu nehmen. Jedoch wendete er sich bald philosophischen, philologischen und geschichtlichen Studien zu. In jener Zeit wurde er begeisterter Anhänger der Alten Leipziger Burschenschaft. Noch 1832 wechselte er an die Universität Breslau, wo er wegen seiner Zugehörigkeit zur Burschenschaft sich Ende 1834 längere Zeit in Haft begeben musste. Im Anschluss beschäftigte er sich mit Geschichtsstudien, promovierte 1836 mit der Arbeit De Veterum Saxonum republica scripsit zum Doktor der Philosophie und habilitierte sich im selben Jahr mit einer Fortsetzung des Werkes in Breslau.
Nachdem er sich nebenbei als Lehrer und Bibliothekar seinen Unterhalt gesichert hatte, wurde 1839 wurde er in Breslau außerordentlicher Professor der Geschichte. Im Herbst 1841 erhielt er eine ordentliche Professur für Staatswissenschaften an der Philipps-Universität Marburg, wo er durch sein unabhängiges Auftreten mit der Regierung bald in Konflikt geriet. Trotzdem war er 1844/45 Rektor der Universität Marburg. 1846 wurde Hildebrand wegen eines in der deutschen Londoner Zeitung veröffentlichten Artikels der Majestätsbeleidigung angeklagt und suspendiert. Sein Freispruch erfolgte erst Anfang 1848. 1848 war er Delegierter im Vorparlament. Vom 18. Mai 1848 bis zum Ende des Rumpfparlaments am 18. Juni 1849 vertrat Hildebrand den Wahlkreis Marburg in der Frankfurter Nationalversammlung, wo er unter anderem im volkswirtschaftlichen Ausschuss und im Ausschuss für Schul- und Kirchenangelegenheiten vertreten war.
Von 1849 bis 1850 vertrat er Bockenheim im kurhessischen Landtag. Dem wieder zur Macht gelangten Minister Hassenpflug trat er auf das entschiedenste entgegen und bewirkte durch seinen Antrag die Verweigerung des von jenem begehrten Finanzzuschusses, welche die Auflösung der Ständeversammlung zur Folge hatte. Im Herbst 1851 verließ er seinen Hessischen Wohnsitz und fand an der Universität Zürich eine neue Wirksamkeit. Hier wurde er Mitbegründer der schweizerischen Nordostbahn, deren Mitdirektor er ab 1853 war. 1856 wechselte er als Professor der Nationalökonomie an die Universität Bern, gründete dort das erste Statistische Bureau der Schweiz, wurde 1857 Mitgründer und Direktor der Ost-West-Bahn, sowie Mitbegründer der Spar- und Leihbank in Bern. Während der Aufbauphase der Berner Ost-West-Bahn wurde gegen ihn heftig polemisiert und er hatte leidenschaftliche Verfolgungen zu ertragen.
So folgte er im Wintersemester 1861/62 einem Ruf als Professor der Staats- und Kameralwissenschaften an die Friedrich-Schiller-Universität Jena. Hier erhielt er den Titel eines geheimen Regierungsrates, war in den Wintersemestern 1865, 1871 Rektor der Alma Mater, am 1. Juli 1864 auch Direktor des Statistischen Büreaus der thüringischen Staaten und wurde im Sommersemester 1868 Direktor des staatswissenschaftlichen Seminars. Einer seiner Schüler wurde hier Hans von Scheel. Zudem beteiligte er sich auch wieder an den politischen Aktivitäten und wurde für den Jenaer Distrikt Abgeordneter des Landtags von Sachsen-Weimar-Eisenach. Ab 1872 war er korrespondierendes Mitglied der Russischen Akademie der Wissenschaften in Sankt Petersburg. Er erhielt die Ehrendoktorwürde der Rechte von der Universität Zürich.
Hildebrand wird zu den bedeutenden Vertreten der älteren historischen Schule der deutschen Nationalökonomie gezählt, welche eine Wirtschaftsstufenlehre interpretierten, die den Übergang von der Naturaltausch- über die Geld- bis zur Kreditwirtschaft beschreibt. Sein Hauptwerk trägt den Titel Die National-Oekonomie der Gegenwart und Zukunft. Er gab ab 1862 die Jahrbücher für Nationalökonomie und Statistik heraus und arbeitete ab 1866 an einem amtlichen Quellenwerk zur Statistik Thüringens. Hildebrands Nachfolger in Jena wurde Julius Pierstorff.

## Familie
Bruno Hildebrand war ab 1839 in Breslau, mit der aus einer jüdischen Familie stammenden Frau Clementine Guttentag (* 25. Oktober 1817 in Breslau; † 17. Mai 1879 in Jena) verheiratet. Sein Sohn Richard Hildebrand (1840–1918) war ebenfalls Wirtschaftswissenschaftler, sein Sohn Adolf von Hildebrand (1847–1921) war einer der bekanntesten deutschen Bildhauer seiner Zeit. Otto Hildebrand (1858–1927) wurde Professor der Chirurgie in Berlin und die Tochter Bertha Hildebrand († 1875) verheiratete sich 1870 mit dem Nationalökonomen Johannes Conrad.

## Schriften (Auswahl)
- De veterum Saxonum republica. Pars I. Breslau 1836 (books.google.de).
- De veterum Saxonum republica. Pars II. Breslau 1836 (ZBZOnline, books.google.de).
- Xenophontis et Aristotelis de oeconomia publica doctrinae illustratae. Pars I. II. Marburg 1845.
- Urkundensammlung über die Verfassung und Verwaltung der Universität Marburg unter Philipp dem Grossmüthigen. N. G. Elwert, Marburg 1848 (ZBZOnline, books.google.de).
- Die National-Oekonomie der Gegenwart und Zukunft. Band I. Frankfurt a. M. 1848 (ZBZOnline, books.google.de).
- Bericht des Volkswirthschaftlichen Ausschusses über den Entwurf des deutschen Heimathsgesetzes. Frankfurt a. M. 1848.
- Glossen zu den Rentabilitäts-Aussichten der Bodenseebahnen. St. Gallen 1853, doi:10.3931/e-rara-34923 (books.google.de).
- Statistische Mittheilungen über die volkswirtschaftlichen Zustände Kurhessens. Berlin 1853 (books.google.de).
- Die Kurhessische Finanz Verwaltung. Kassel 1860.
- Untersuchungen über die Bevölkerung des alten Italiens. Im neuen Schweizerischen Museum. Bern 1861.
- De antiquissimae agri romani distributionis fide. Jena 1862.
- Beiträge zur Statistik des Kantons Bern. Band I: Die Bevölkerung. Bern 1863.
- Statistik Thüringens. Jena 1867–1878, 2 Bände. (1. Band books.google.de).